# ФК «Крылья Советов» Куйбышев в сезоне 1987
Сезон 1987 — 44-й сезон «Крыльев Советов», в том числе 13-й сезон во втором по значимости дивизионе СССР. По итогам чемпионата команда заняла 22-е место.

## Чемпионат СССР (первая лига)

### Турнирная таблица
| Место | Команда                     | И  | В  | Н  | П  | Мячи  | О  |
| ----- | --------------------------- | -- | -- | -- | -- | ----- | -- |
| 18    | «Спартак» (Орджоникидзе)    | 42 | 12 | 12 | 18 | 37-46 | 36 |
| 19    | «Динамо» (Батуми)           | 42 | 12 | 11 | 19 | 38-45 | 35 |
| 20    | «Факел» (Воронеж)           | 42 | 11 | 16 | 15 | 35-37 | 34 |
| 21    | «Торпедо» (Кутаиси)         | 42 | 11 | 12 | 19 | 30-51 | 34 |
| 22    | «Крылья Советов» (Куйбышев) | 42 | 10 | 12 | 20 | 40-60 | 32 |

#### Результаты матчей
| 04 апреля 1987 1 тур | «Спартак» (Орджоникидзе) | 0:0 | «Крылья Советов» (Куйбышев) | Орджоникидзе                    |
|                      |                          |     |                             | Стадион: Спартак Зрителей: 8200 |

| 07 апреля 1987 2 тур | «Котайк» (Абовян)             | 2:1 | «Крылья Советов» (Куйбышев) | Абовян                                                        |
|                      | Оганесян 65′ · Айрбабамян 85′ |     | Гармашов 21′                | Стадион: Котайк Зрителей: 6500 Судья: Юрий Вергопуло (Москва) |

| 14 апреля 1987 3 тур | «Крылья Советов» (Куйбышев) | 0:0 | «Торпедо» (Кутаиси) | Куйбышев                                                        |
|                      |                             |     |                     | Стадион: Металлург Зрителей: 19000 Судья: Анатолий Попов (Киев) |

| 17 апреля 1987 4 тур | «Крылья Советов» (Куйбышев)        | 3:0 | «Динамо» (Батуми) | Куйбышев                                        |
|                      | Попов 11′ (пен.) · Марушко 57′ 61′ |     |                   | Стадион: Металлург Судья: Михаил Иоффе (Москва) |

| 23 апреля 1987 5 тур | «Факел» (Воронеж) | 0:0 | «Крылья Советов» (Куйбышев) | Воронеж                                                                               |
|                      |                   |     |                             | Стадион: Центральный стадион профсоюзов Зрителей: 6000 Судья: Владимир Жабин (Тамбов) |

| 26 апреля 1987 6 тур | «Ротор» (Волгоград) | 0:2 | «Крылья Советов» (Куйбышев)    | Волгоград                           |
|                      |                     |     | Попов 2′ (пен.) · Гармашов 41′ | Стадион: Центральный Зрителей: 8500 |

| 30 апреля 1987 7 тур | «Крылья Советов» (Куйбышев) | 0:2 | «Колос» (Никополь)           | Куйбышев                           |
|                      |                             |     | Сафроненко 30′ · Горячев 41′ | Стадион: Металлург Зрителей: 22000 |

| 03 мая 1987 8 тур                        | «Крылья Советов» (Куйбышев) | 0:1 | «Металлург» (Запорожье) | Куйбышев                          |
|                                          |                             |     |                         | Стадион: Металлург Зрителей: 7000 |
| «Металлург» (Запорожье): Попов 3' (авт.) |                             |     |                         |                                   |

| 09 мая 1987 9 тур | «Ростсельмаш» (Ростов-на-Дону) | 1:0 | «Крылья Советов» (Куйбышев) | Ростов-на-Дону                      |
|                   | Андреев 45′                    |     |                             | Стадион: Ростсельмаш Зрителей: 7000 |

| 12 мая 1987 10 тур | «Динамо» (Ставрополь) | 1:0 | «Крылья Советов» (Куйбышев) | Ставрополь                      |
|                    | Малухин 60′           |     |                             | Стадион: Динамо Зрителей: 12000 |

| 19 мая 1987 11 тур | «Крылья Советов» (Куйбышев) | 2:3 | «Даугава» (Рига)   | Куйбышев                           |
|                    | Миначёв 15′ · Луконин 60′   |     | Друпас 19′ 22′ 58′ | Стадион: Металлург Зрителей: 14000 |

| 22 мая 1987 12 тур | «Крылья Советов» (Куйбышев) | 2:1 | «Шинник» (Ярославль) | Куйбышев                           |
|                    | Попов 71′ (пен.) 74′ (пен.) |     | Литовченко 67′       | Стадион: Металлург Зрителей: 10000 |

| 28 мая 1987 13 тур | «Черноморец» (Одесса) | 2:1 | «Крылья Советов» (Куйбышев) | Одесса                                           |
|                    |                       |     |                             | Стадион: Центральный стадион ЧМП Зрителей: 43000 |

| 31 мая 1987 14 тур | СКА «Карпаты» (Львов)                 | 3:0 | «Крылья Советов» (Куйбышев) | Львов                          |
|                    | Смотрич 5′ · Гамалий 50′ · Лендел 59′ |     |                             | Стадион: Дружба Зрителей: 3500 |

| 13 июня 1987 16 тур | «Геолог» (Тюмень)                                    | 4:0 | «Крылья Советов» (Куйбышев) | Тюмень                         |
|                     | Науменко 26′ 88′ · Сидоров 61′ · Подпалый 77′ (пен.) |     |                             | Стадион: Геолог Зрителей: 8000 |

| 21 июня 1987 18 тур | «Крылья Советов» (Куйбышев) | 1:0 | «Кузбасс» (Кемерово) | Куйбышев                           |
|                     | Попов 26′ (пен.)            |     |                      | Стадион: Металлург Зрителей: 10000 |

| 29 июня 1987 19 тур | «Памир» (Душанбе) | 1:0 | «Крылья Советов» (Куйбышев) | Душанбе                                                  |
|                     | Воловоденко 57′   |     |                             | Стадион: Республиканский им. М.В. Фрунзе Зрителей: 20000 |

| 02 июля 1987 20 тур | «Пахтакор» (Ташкент) | 1:1 | «Крылья Советов» (Куйбышев) | Ташкент                                         |
|                     | Кабаев 60′ (пен.)    |     | Тимофеев 52′                | Стадион: Центральный «Пахтакор» Зрителей: 50000 |

| 10 июля 1987 21 тур | «Крылья Советов» (Куйбышев) | 1:2 | СКА (Ростов-на-Дону)        | Куйбышев                          |
|                     | Попов 77′ (пен.)            |     | Посылаев 41′ · Татаркин 65′ | Стадион: Металлург Зрителей: 9000 |

| 13 июля 1987 22 тур | «Крылья Советов» (Куйбышев) | 0:0 | «Заря» (Ворошиловград) | Куйбышев                          |
|                     |                             |     |                        | Стадион: Металлург Зрителей: 6000 |

| 21 июля 1987 17 тур | «Крылья Советов» (Куйбышев) | 2:1 | «Локомотив» (Москва) | Куйбышев                          |
|                     | Сочнов 72′ · Гильманов 77′  |     | Абрамзон 44′         | Стадион: Металлург Зрителей: 7000 |

| 28 июля 1987 23 тур | «Торпедо» (Кутаиси)              | 2:2 | «Крылья Советов» (Куйбышев) | Кутаиси                             |
|                     | Челидзе 15′ (пен.) · Бигвава 57′ |     | Галлиулов 13′ · Попов 70′   | Стадион: Центральный Зрителей: 8000 |

| 01 августа 1987 24 тур | «Динамо» (Батуми)               | 2:0 | «Крылья Советов» (Куйбышев) | Батуми                         |
|                        | Гогитидзе 70′ · Кобелашвили 87′ |     |                             | Стадион: Динамо Зрителей: 7700 |

| 08 августа 1987 25 тур | «Крылья Советов» (Куйбышев) | 0:0 | «Факел» (Воронеж) | Куйбышев                           |
|                        |                             |     |                   | Стадион: Металлург Зрителей: 13000 |

| 11 августа 1987 26 тур | «Крылья Советов» (Куйбышев) | 2:0 | «Ротор» (Волгоград) | Куйбышев                           |
|                        | Кочергин 33′ · Сочнов 49′   |     |                     | Стадион: Металлург Зрителей: 12000 |

| 18 августа 1987 27 тур | «Колос» (Никополь)              | 3:0 | «Крылья Советов» (Куйбышев) | Никополь                        |
|                        | Федоренко 38′ 59′ · Мозолюк 87′ |     |                             | Стадион: Спартак Зрителей: 6200 |

| 22 августа 1987 28 тур | «Металлург» (Запорожье) | 1:1 | «Крылья Советов» (Куйбышев) | Запорожье                          |
|                        | Стариков 86′            |     | Гильманов 21′               | Стадион: Металлург Зрителей: 12000 |

| 27 августа 1987 29 тур | «Крылья Советов» (Куйбышев) | 1:1 | «Ростсельмаш» (Ростов-на-Дону) | Куйбышев                           |
|                        | Гильманов 80′               |     | Шикунов 87′                    | Стадион: Металлург Зрителей: 21000 |

| 30 августа 1987 30 тур | «Крылья Советов» (Куйбышев) | 1:0 | «Динамо» (Ставрополь) | Куйбышев                           |
|                        | Гильманов 70′               |     |                       | Стадион: Металлург Зрителей: 18000 |

| 05 сентября 1987 31 тур | «Шинник» (Ярославль) | 0:2 | «Крылья Советов» (Куйбышев) | Ярославль                      |
|                         |                      |     | Сочнов 43′ · Попов 50′      | Стадион: Шинник Зрителей: 3000 |

| 08 сентября 1987 32 тур | «Даугава» (Рига)             | 3:0 | «Крылья Советов» (Куйбышев) | Рига           |
|                         | Милевский 35′ 43′ 65′ (пен.) |     |                             | Зрителей: 4500 |

| 14 сентября 1987 33 тур | «Крылья Советов» (Куйбышев) | 1:1 | «Черноморец» (Одесса) | Куйбышев                           |
|                         | Бабанов 55′                 |     | Процюк 65′            | Стадион: Металлург Зрителей: 17000 |

| 17 сентября 1987 34 тур | «Крылья Советов» (Куйбышев) | 1:2 | СКА «Карпаты» (Львов)               | Куйбышев                           |
|                         | Бабанов 78′                 |     | Бондарчук 30′ · Гриценко 35′ (авт.) | Стадион: Металлург Зрителей: 15000 |

| 26 сентября 1987 36 тур | «Крылья Советов» (Куйбышев) | 1:1 | «Геолог» (Тюмень) | Куйбышев                           |
|                         | Марушко 89′                 |     | Суров 74′         | Стадион: Металлург Зрителей: 12000 |

| 03 октября 1987 37 тур | «Локомотив» (Москва)            | 3:0 | «Крылья Советов» (Куйбышев) | Москва                            |
|                        | Калашников 47′ · Коняев 61′ 65′ |     |                             | Стадион: Локомотив Зрителей: 2100 |

| 06 октября 1987 38 тур | «Кузбасс» (Кемерово)       | 3:2 | «Крылья Советов» (Куйбышев)  | Кемерово                      |
|                        | Пимушкин 2′ 10′ (пен.) 62′ |     | Гильманов 44′ · Тимофеев 47′ | Стадион: Химик Зрителей: 5000 |

| 13 октября 1987 39 тур | «Крылья Советов» (Куйбышев)                   | 3:2 | «Памир» (Душанбе)           | Куйбышев                           |
|                        | Сочнов 12′ · Бабанов 21′ · Манасян 67′ (авт.) |     | Азимов 24′ · Ибадуллаев 80′ | Стадион: Металлург Зрителей: 10000 |

| 17 октября 1987 40 тур | «Крылья Советов» (Куйбышев) | 1:1 | «Пахтакор» (Ташкент) | Куйбышев                          |
|                        | Галлиулов 41′               |     | Касымов 18′          | Стадион: Металлург Зрителей: 5000 |

| 24 октября 1987 41 тур | СКА (Ростов-на-Дону) | 3:1 | «Крылья Советов» (Куйбышев) | Ростов-на-Дону                   |
|                        |                      |     |                             | Стадион: СКА СКВО Зрителей: 5600 |

| 27 октября 1987 42 тур | «Заря» (Ворошиловград)                                             | 5:2 | «Крылья Советов» (Куйбышев) | Ворошиловград                    |
|                        | Бобков 12′ · Юран 66′ · Авдеенко 72′ · Колесников 76′ · Сорока 85′ |     | Гильманов 36′ 90′           | Стадион: Авангард Зрителей: 8000 |

| 31 октября 1987 43 тур | «Крылья Советов» (Куйбышев) | 2:0 | «Котайк» (Абовян) | Куйбышев                          |
|                        | Попов 17′ · Пресняков 89′   |     |                   | Стадион: Металлург Зрителей: 2000 |

| 03 ноября 1987 44 тур | «Крылья Советов» (Куйбышев) | 1:2 | «Спартак» (Орджоникидзе) | Куйбышев                          |
|                       | Гильманов 17′ (пен.)        |     | Качмазов 36′ 53′         | Стадион: Металлург Зрителей: 3000 |

## Кубок СССР 1987/1988

### Результаты матчей
| 06 июня 1987 1/64 | «Крылья Советов» (Куйбышев) | 2:1 | «Динамо» (Самарканд) | Куйбышев                                                         |
|                   | Миначёв 11′ · Гармашов 64′  |     | Турниченко 89′       | Стадион: Металлург Зрителей: 5050 Судья: Андрей Бутенко (Москва) |

| 25 июня 1987 1/32 | «Крылья Советов» (Куйбышев) | 1:2 | «Кузбасс» (Кемерово)     | Куйбышев                                                          |
|                   | Тимофеев 43′                |     | Землин 10′ · Бологов 66′ | Стадион: Металлург Зрителей: 6850 Судья: Владимир Кузнецов (Омск) |